# トゥインクル (橋)
トゥインクルは伊勢湾岸自動車道（近畿自動車道名古屋神戸線）が三重県桑名市内の木曽三川を渡る双子の橋、湾岸木曽川橋（わんがんきそがわばし）および湾岸揖斐川橋（わんがんいびがわばし）に付けられた愛称である。ともに世界初のPC・鋼複合エクストラドーズド橋であり、前者は弥富木曽岬IC - 湾岸長島ICに、後者は湾岸長島IC - 湾岸桑名ICに位置する。2001年度土木学会田中賞作品部門を受賞している。

## 概説

### 特徴
名港トリトン・豊田アローズブリッジ（斜張橋）とともに伊勢湾岸自動車道を代表する長大橋であり、愛知県・三重県の県境付近を流れる木曽三川（木曽川・長良川・揖斐川）を渡る橋である。木曽三川のほぼ河口に位置しており、長良川はこの橋の上流で揖斐川に合流しているため、湾岸木曽川橋と湾岸揖斐川橋の2橋で構成される。
この橋の特徴として、以下が挙げられる。
- プレストレストコンクリート(PC)と鋼による複合橋であること。
- エクストラドーズド橋であること。
- 大規模プレキャストセグメントによる施工を行ったこと。

### 世界初のPC・鋼複合エクストラドーズド橋
270 mを越す最大支間を経済的に実現するため、橋脚付近は剛性の高いコンクリート桁を採用し、支間中央部には軽量な鋼箱桁を採用している。このような鋼とコンクリートの特性を活かし、1つの橋梁の中で適材適所に用いるものを複合橋と呼び、その優れた経済性・構造特性から1990年代以降架橋例が増えている形式である。
また、構造形式にはエクストラドーズド橋が採用されている。中間橋脚に主塔を設置し、斜めに張ったケーブル（斜材）により主桁を支える構造である。外見は吊り構造である斜張橋に類似しているが、斜張橋に比べ主桁の剛性が高く、橋の挙動としては桁橋に近い。また、主塔の高さが低く、斜材ケーブルの角度が小さく水平に近いのが特徴である。斜材ケーブルの角度が小さいことは、車両などの重量（活荷重）による斜材ケーブルの張力変動が小さくなることを意味し、疲労に対して有利である。このことから、本形式での斜材ケーブルの張力制限値は斜張橋に比べ緩和されており、少ないケーブルで経済的に構造を成立させることができる。鋼・PC複合橋でのエクストラドーズド橋は、本橋が世界初である。

### 施工
幅員33 m、全長2,500 mに及ぶ本橋を、早期にかつ経済的に完成させるため、コンクリート桁部には大規模プレキャストセグメント工法が採用された。架橋地点以外の場所に製作ヤードを設け、コンクリート桁を長さ5mで輪切りにしたもの（プレキャストセグメント）をあらかじめ製作し、架橋地点に輸送し架設する工法である。製作ヤードを別に設けることで、架橋地点の作業状況や天候に左右されずに製作を進めることができることから、工期の短縮が図れる。本橋の製作ヤードは四日市市の霞ヶ浦埠頭に設けられ、製作したプレキャストセグメントは台船にて架橋地点に海上輸送された。公道の走行によらず海上輸送としたことから、プレキャストセグメントは公道の重量制限を考慮しなくてもよいため、最大重量440 tの大型部材が用いられた。1つの部材を大きくすることでセグメント総数が減少し、工程を短縮するとともに経済性が図られている。
また、鋼桁部は鋼桁製作メーカーの工場から海上輸送され、架設済みのコンクリート桁部から吊り上げる一括架設工法が採用された。架設された鋼桁は1箇所あたり100 mに及ぶ。

### 諸元
- 種別 - PC・鋼複合道路橋
- 形式 - 5径間（6径間）*連続エスクトラドーズド橋
- 完成年度 - 2001年（平成13年）
- 供用開始 - 2002年（平成14年）3月24日
- 橋長 - 1,145 m（木曽川橋） 1,397 m（揖斐川橋）
- 最大支間 - 275 m（木曽川橋） 271.5 m（揖斐川橋）
- 架設工法
  - コンクリート桁 - プレキャストセグメントによる片持ち架設工法
  - 鋼桁部 - 一括吊り上げ架設工法
- 照明デザイン - 石井幹子
  - ケーブルを白、主塔を緑（青）*で日没後3時間30分ライトアップ

*（）内は揖斐川橋を示す。

## ギャラリー

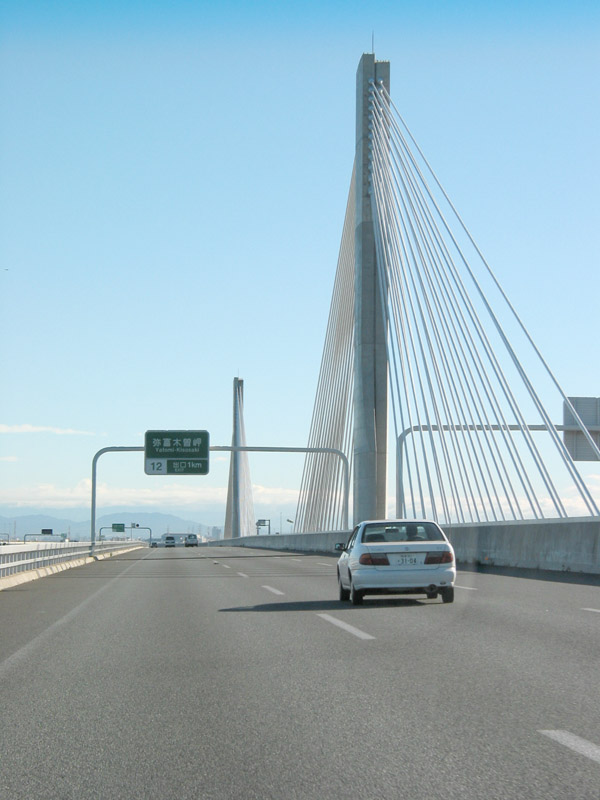
湾岸木曽川橋（路上より）
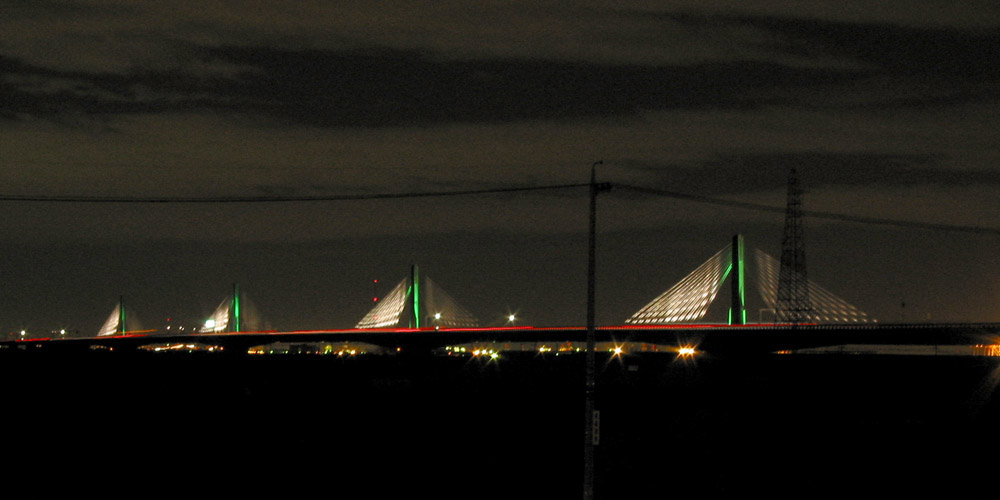
湾岸木曽川橋（湾岸長島PAよりみた夜景）
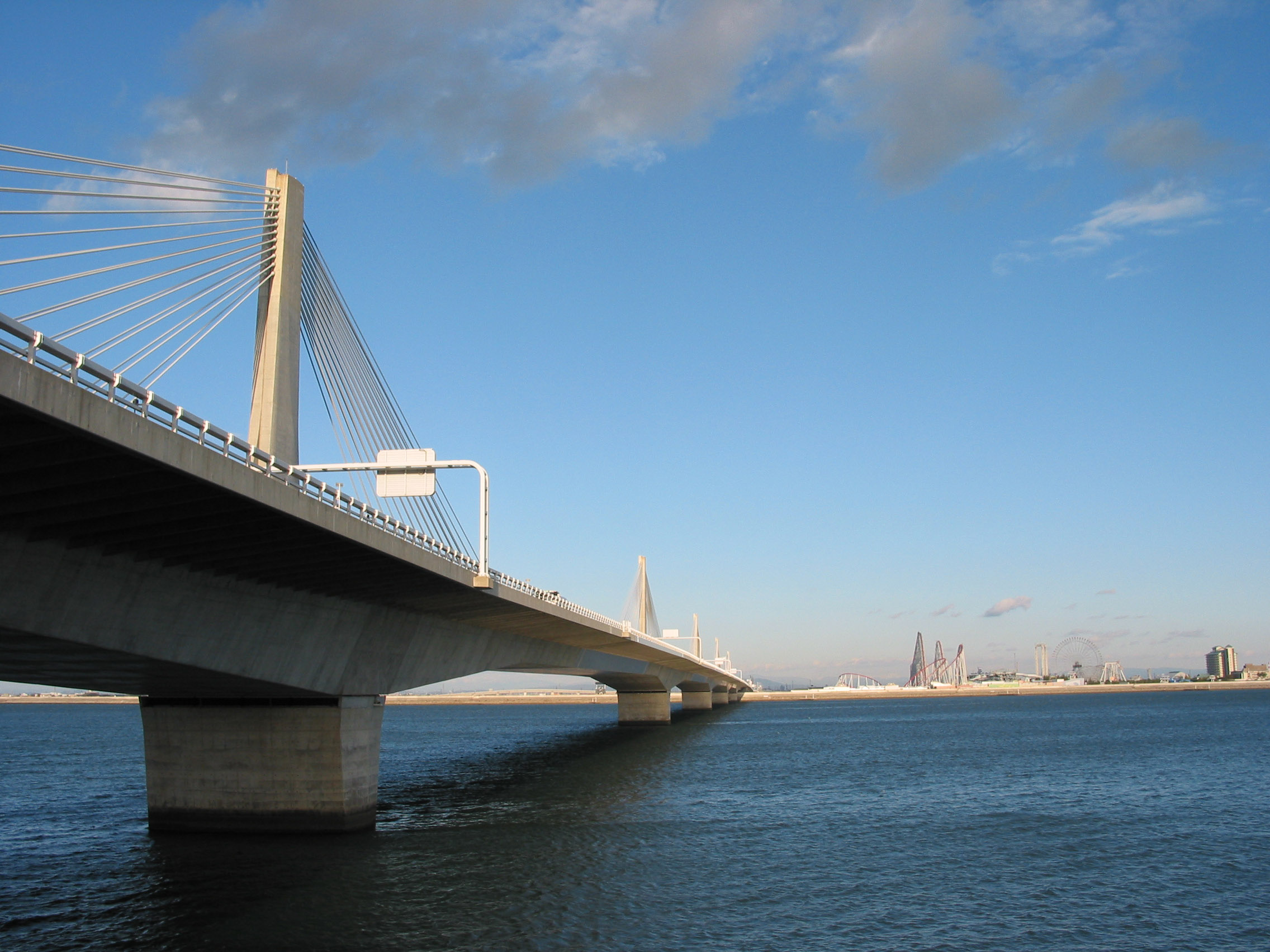
湾岸揖斐川橋とナガシマスパーランド
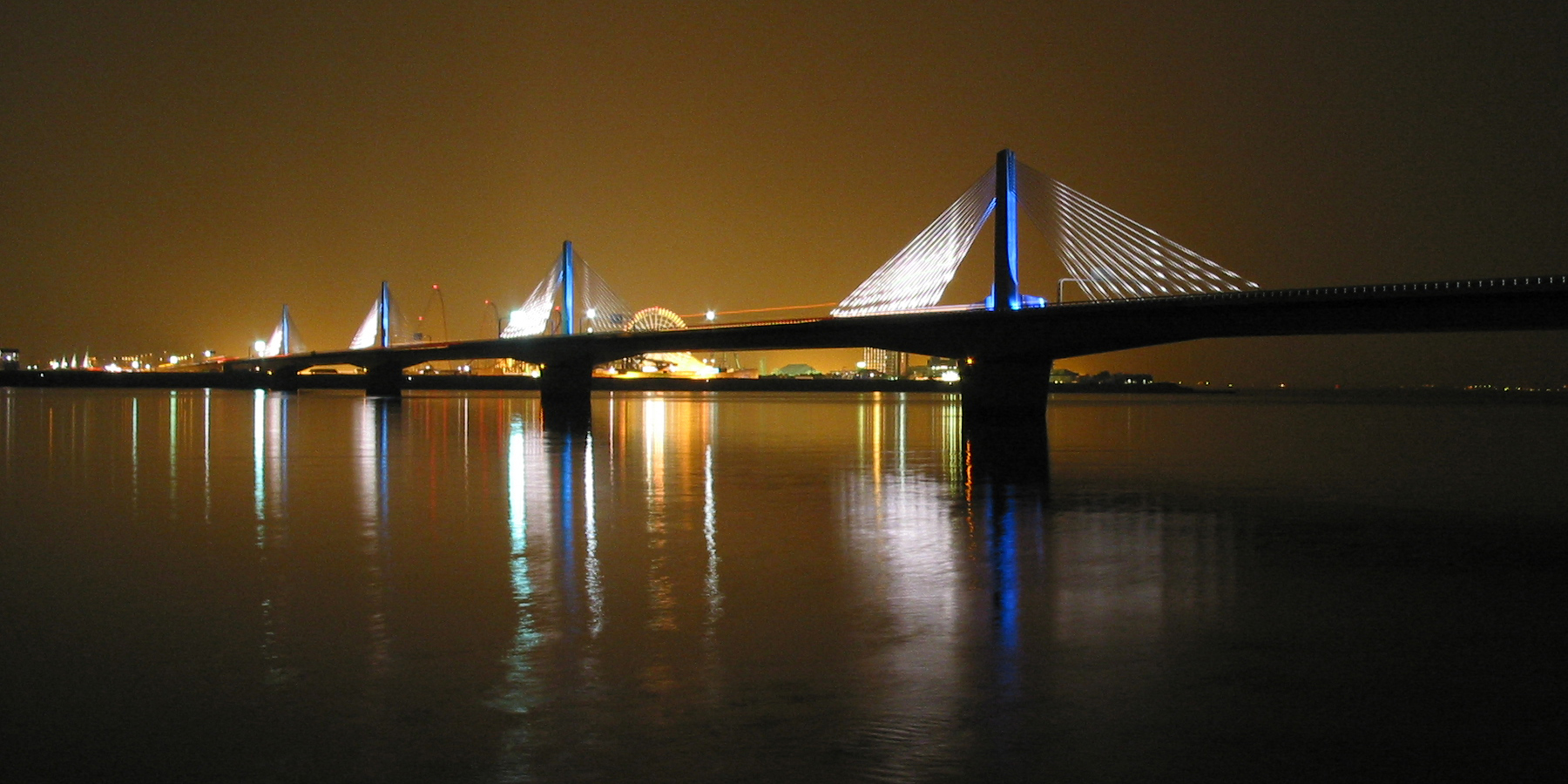
湾岸揖斐川橋の夜景